# Décennie 1700 en arts plastiques
Chronologie des arts plastiques
Années 1690 - Années 1700 - Années 1710
Cet article concerne les années 1700 en arts plastiques.

## Événements
- 1700 : le peintre japonais Torii Kiyonobu  de l'école Torii publie un livre de gravures sur bois sur les acteurs de kabuki[1].

- 10 mars 1701 : le sculpteur et peintre autrichien Peter Strudel est élevé au rang de baron du Saint-Empire (Reichsfreiherr)[2].
- 26 novembre 1701 : réception du sculpteur Philippe Bertrand à l'Académie royale de peinture et de sculpture[3].
- 31 décembre 1701  : réception du portraitiste Pierre Gobert  à l'Académie royale de peinture et de sculpture ; il présente les portraits du peintre Louis de Boullogne et du sculpteur Corneille Van Clève[4].
- 1701 :
  - l'artiste japonais de l'école Rinpa Ogata Kōrin est nommé au rang de hokkyō, titre qui récompense les artistes accomplis[5]. Il produit des peintures et des laques.
  - François Lemoyne, âgé de treize ans, entre dans l'atelier de Louis Galloche à l'Académie[6].

- 8 octobre 1702 : Pierre Le Gros le jeune est admis à l'Accademia di San Luca[7].
- 1702 : Luca Giordano quitte l'Espagne pour Naples après la mort du roi Charles II[8].

- 25 octobre 1704  : le sculpteur Guillaume Coustou est reçu à l’Académie royale de peinture et de sculpture sur la présentation d'une sculpture en marbre représentant Hercule sur le bûcher[9].
- 1704 : découverte par hasard du premier pigment synthétique, le bleu de Prusse, à Berlin, par le marchand de couleurs Johann Jacob Diesbach (en), et l'alchimiste et théologien Johann Conrad Dippel par réaction de la potasse sur du sulfate de fer[10].

- 19 juillet 1708 : le sculpteur Jean-Baptiste Oudry est reçu à l’Académie de Saint-Luc[11].
- 31 août 1709 : Watteau remporte le second prix de Rome[12].

## Réalisations
- 1698-1702 : La Renommée à cheval sur Pégase[13] et Mercure à cheval sur Pégase[14], sculptures en marbre d'Antoine Coysevox destinés au parc du château de Marly.
- 12 janvier 1700 : Pierre Le Ber peint le Vrai portrait de Marguerite Bourgeoys immédiatement après sa mort. C'est l'un des plus anciens tableaux connu peints par un artiste né au Canada[15].
- 24 août 1700 : inauguration de Saint Grégoire le Grand invoque la Vierge pour la fin de la peste à Rome, retable de Sebastiano Ricci pour la Cappella di San Gregorio de la basilique Sainte-Justine de Padoue[16],[17].

- 1701 :
  - Moïse sauvé des eaux, huile sur toile de Charles de La Fosse[18].
  - Portrait de Louis XIV en costume de sacre, huile sur toile de Hyacinthe Rigaud[19].
  - Ascension, toile de Sebastiano Ricci pour la basilique des Saints-Apôtres de Rome[20].
  - Eliezer et Rébecca, toile de Antoine Coypel[21].
- Vers 1701-1702 : le peintre japonais Ogata Kōrin peint deux paravents aux Iris[22].
- 1703 : Portrait du duc de Bourgogne, toile de Hyacinthe Rigaud[23].
- 1703-1705 : Antoine Coypel décore la voute de la galerie d’Énée au Palais-Royal[24].
- 1704-1706 : Les petits comédiens ou Scène de la comédie italienne jouée par une troupe d'enfants, toile de Antoine Watteau[25].
- Vers1706 : Le Repas chez Simon, toile de Jean Jouvenet[26].
- 1708 : Jean Pupil de Craponne, portrait de Nicolas de Largillierre[27].
- 1708-1710 :  Watteau travaille au château de la Muette sur la série des Figures chinoises et tartares, un des premiers décors de chinoiserie en Europe commandé par Joseph Fleuriau d'Armenonville[28].
- 1709 : Le Camp volant ou Le Bivouac , toile de Watteau[29].
- 1709-1710 : Antoine Coypel décore la voûte de la chapelle du château de Versailles[30].

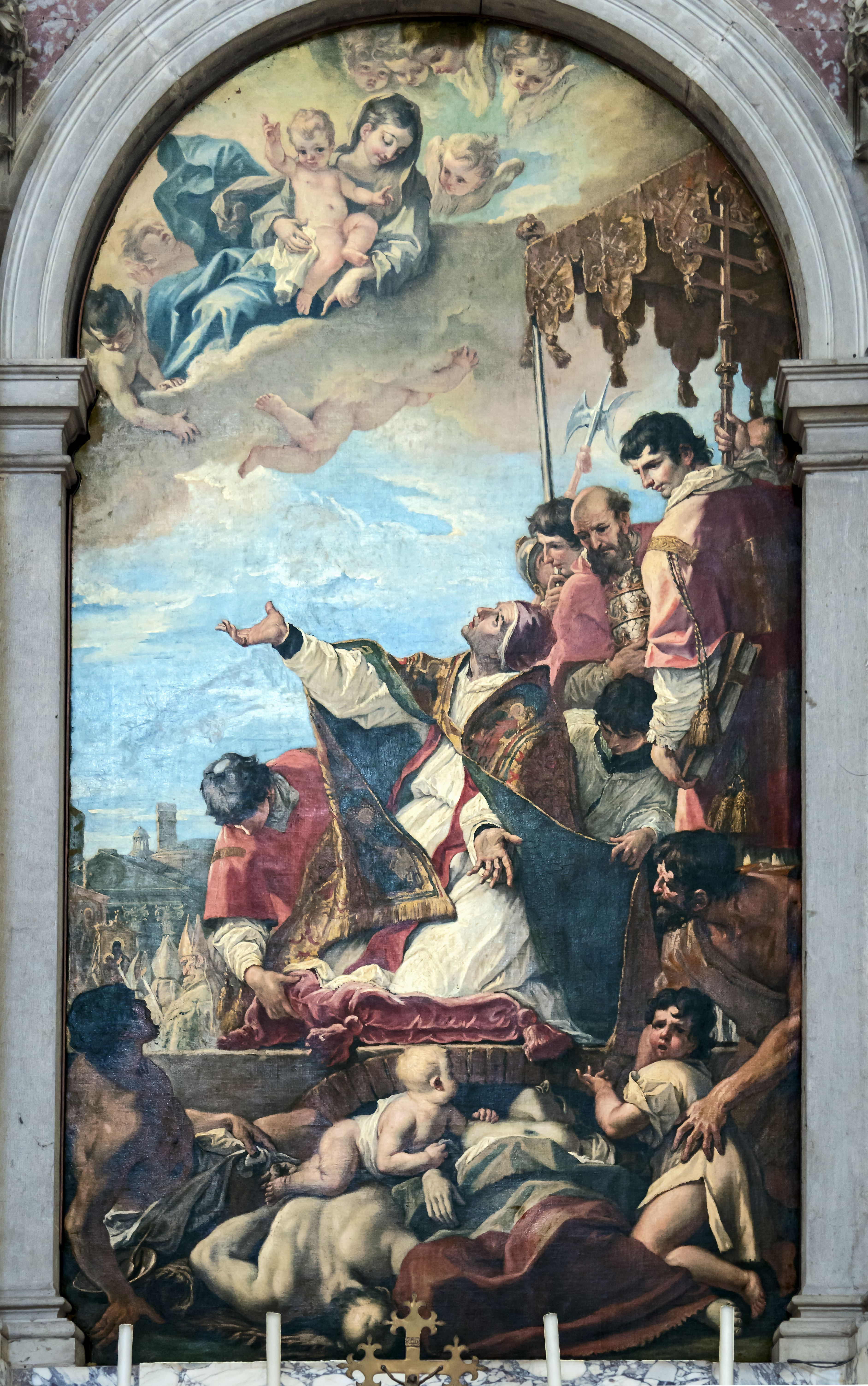
San Gregorio Magno intercede presso la Madonna, Sebastiano Ricci.
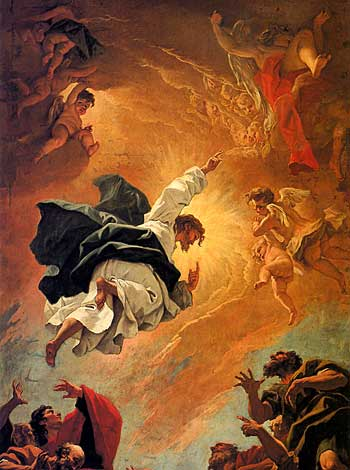
Ascension, Sebastiano Ricci.
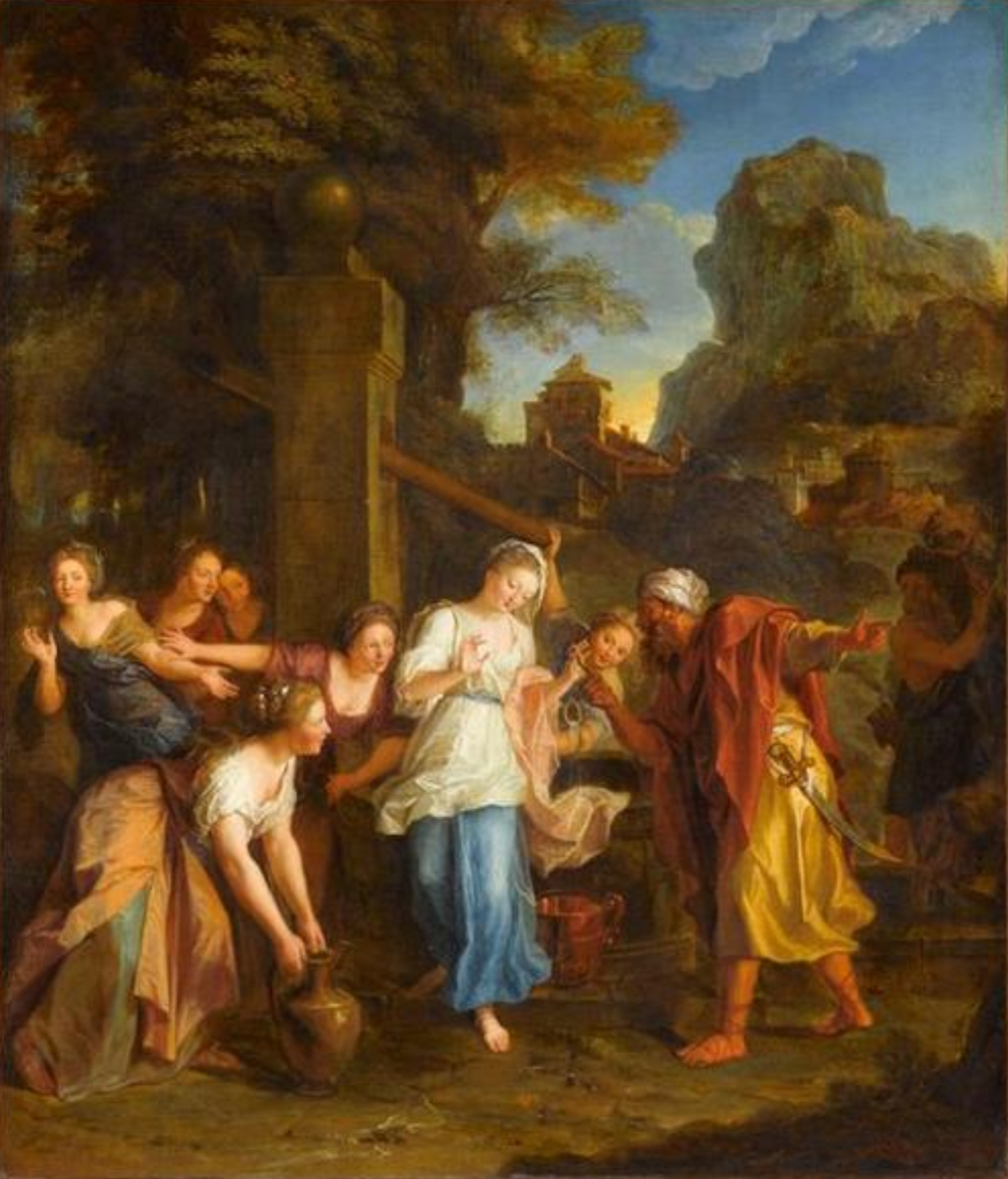
Eliezer et Rébecca, Antoine Coypel.
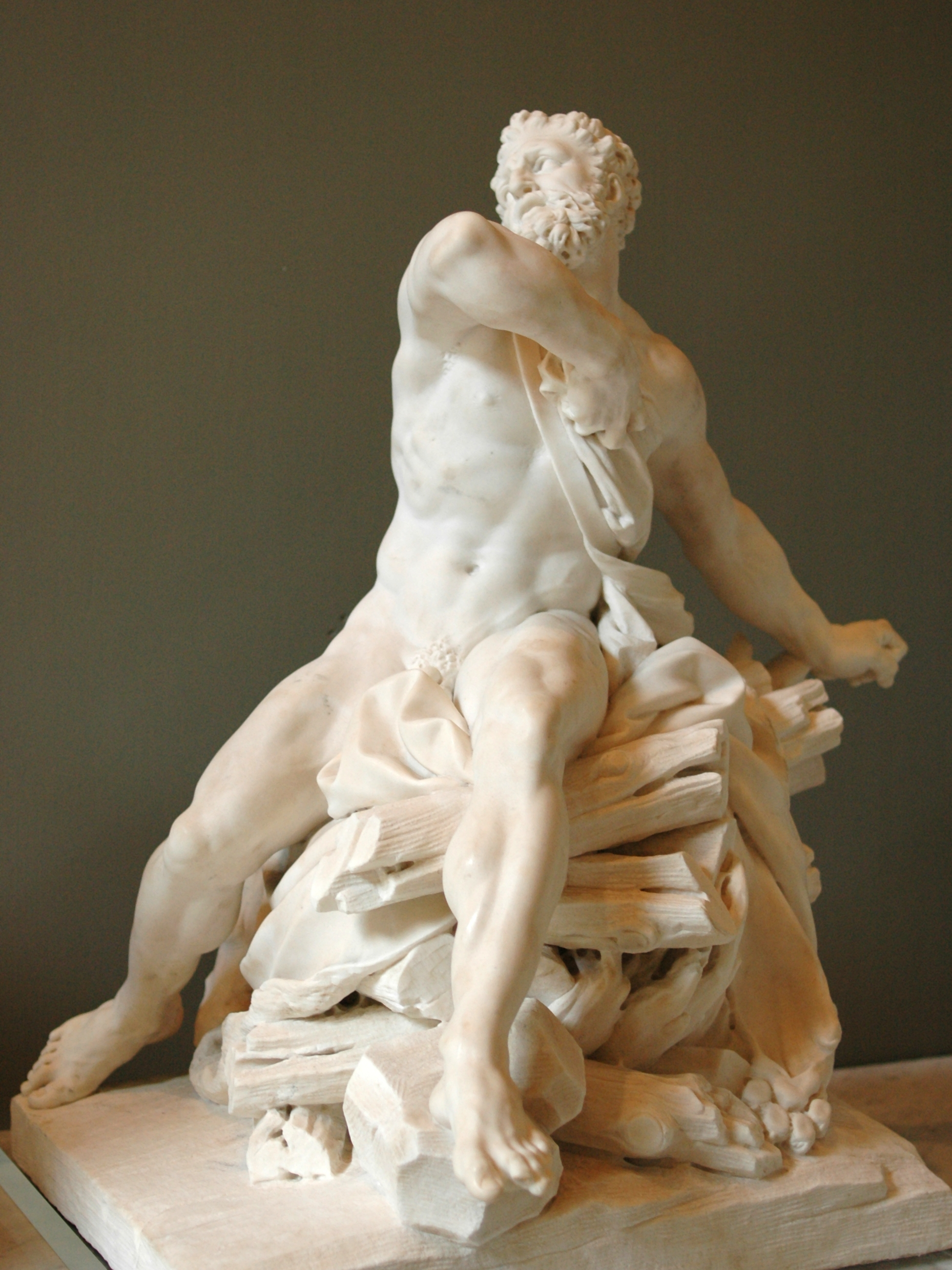
Hercule sur le bûcher, marbre de Guillaume Coustou.
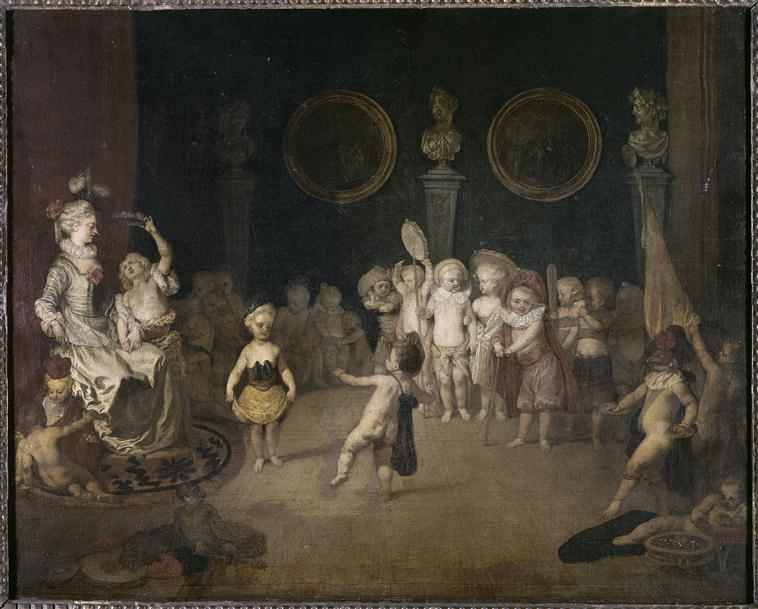
Scène de la comédie italienne jouée par une troupe d'enfants, Antoine Watteau.
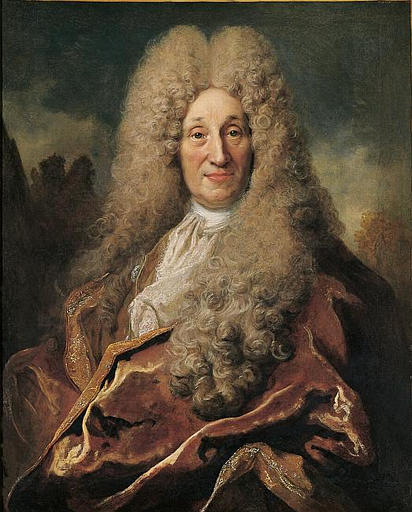
Jean Pupil de Craponne, Nicolas de Largillierre
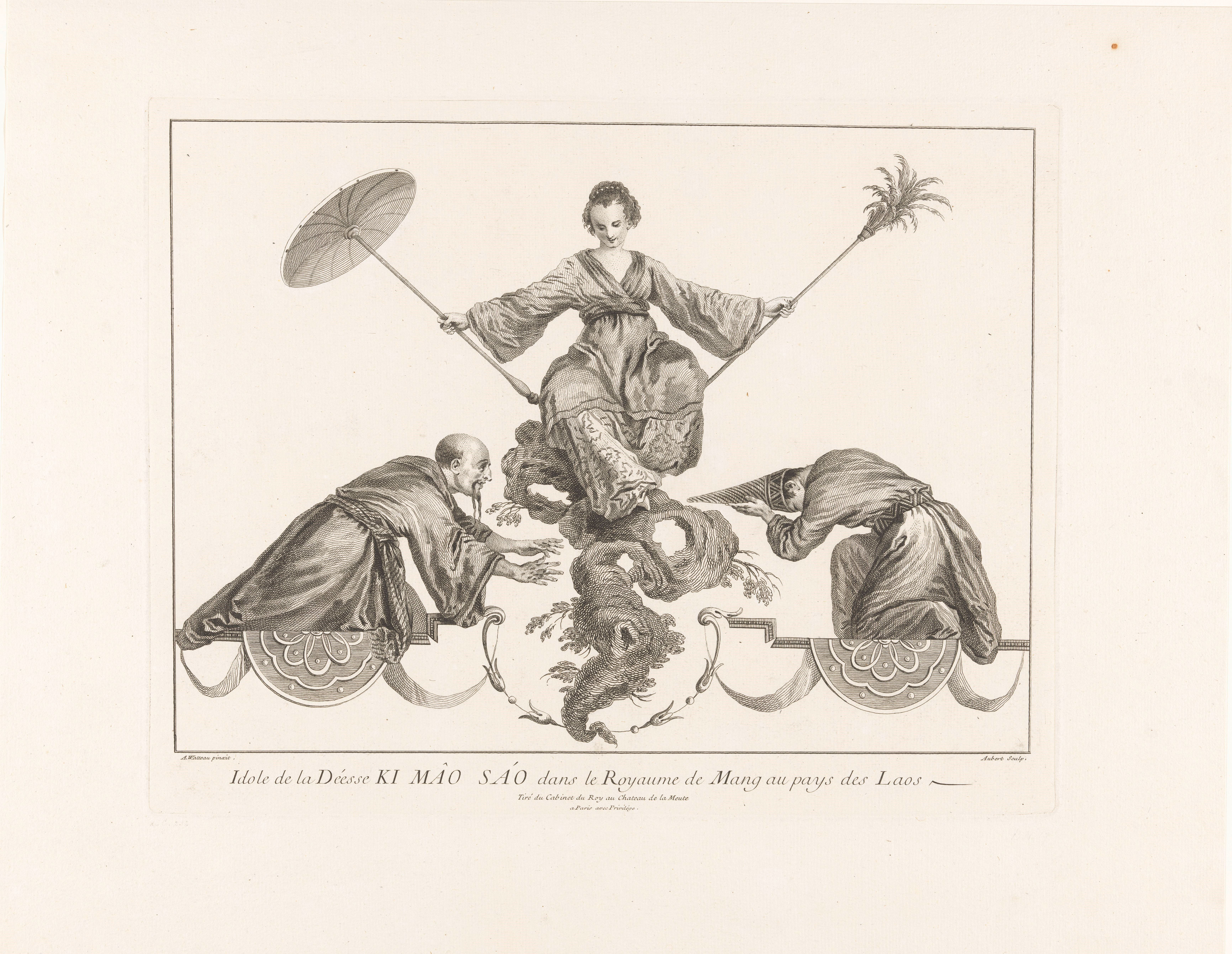
Idole de la déesse Ki Mâo dans le royaume de Mang au pays des Laos, gravure de Michel Aubert d’après les peintures d’Antoine Watteau au château de la Muette, 1734–1736.
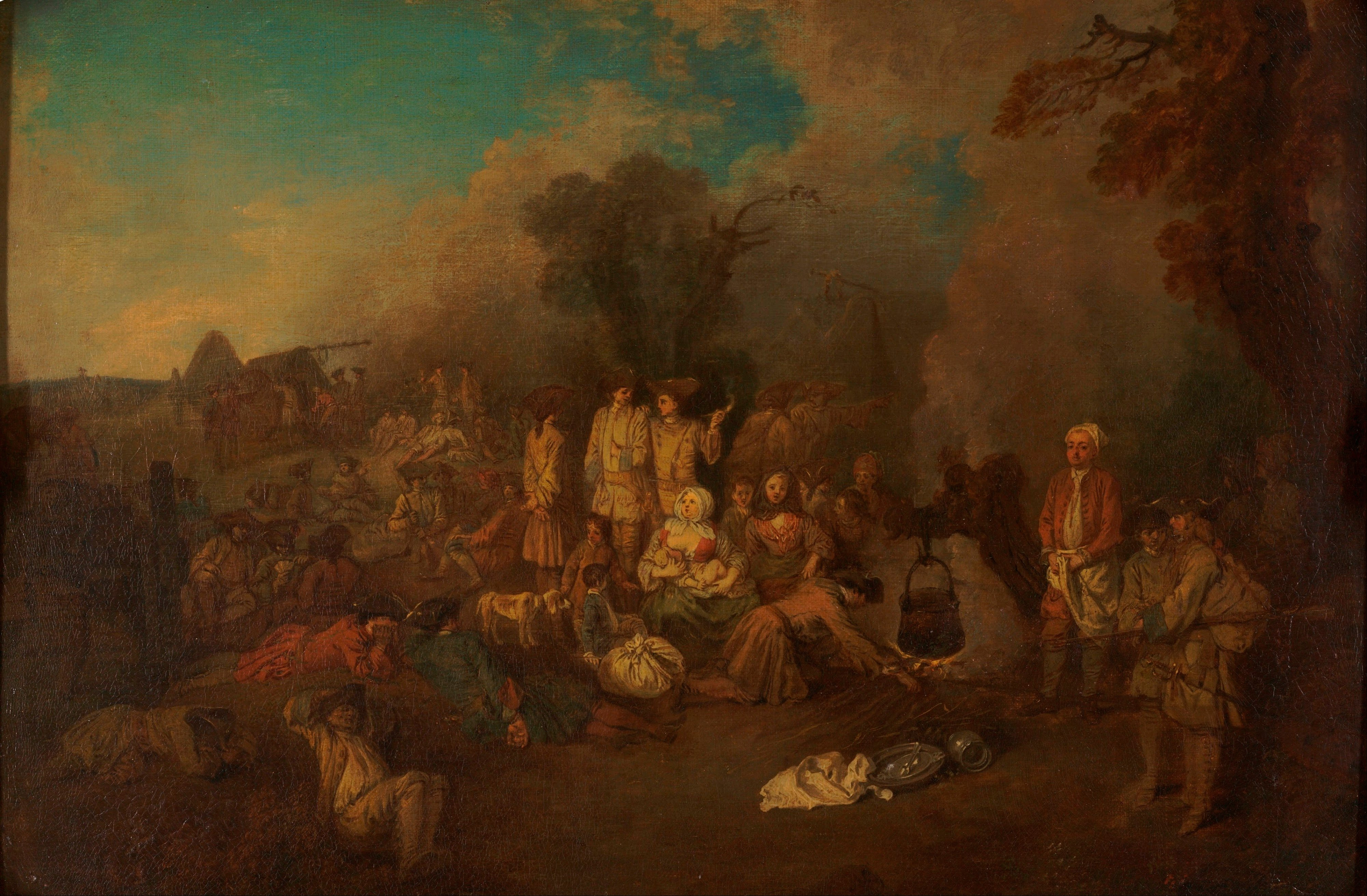
Le Camp volant, Antoine Watteau